# Estação Park Pobedy (metro de São Petersburgo)
Park Pobedy (em russo:  Парк Победы) é uma das estações da linha Moskovsko-Petrogradskaia (Linha 2) do metro de São Petersburgo, na Rússia. Estação «Park Pobedy» está localizado entre as estações «Electrosila» (ao norte) e «Moskovskaia» (ao sul).